# Kai Brünker
Kai Brünker (* 10. Juni 1994 in Villingen-Schwenningen) ist ein deutscher Fußballspieler, der beim 1. FC Saarbrücken unter Vertrag steht. Er läuft vorwiegend als Mittelstürmer auf.

## Karriere
Kai Brünker spielte in seiner Jugend für den FC Kappel, den SV Zimmern und schließlich seit der A-Jugend für den FC 08 Villingen. Im Jahre 2015 folgte der Wechsel zum SC Freiburg II, dessen Mannschaft damals in der Regionalliga spielte. Brünker erzielte in 15 Spielen ein Tor, am Ende stieg er mit dem SC Freiburg II in die Oberliga ab. In dieser wurde Brünker zum Stammspieler: In 33 Spielen erzielte er 17 Tore. Am Ende der Saison stand die Meisterschaft und der Aufstieg in die Regionalliga Südwest fest. In der folgenden Saison 2017/18 lief er in 20 Spielen für die Amateure des SC Freiburg auf und erzielte acht Tore.
Am 22. Januar 2018 wechselte Brünker zu Bradford City in die EFL League One, die dritthöchste englische Spielklasse. Am 27. Januar 2018 kam er zu seinem Debüt für Bradford City, als er im Spiel gegen den AFC Wimbledon in der 68. Minute eingewechselt wurde.
Im Januar 2019 verließ Brünker nach 26 Spielen in der englischen League One Bradford City in Richtung Deutschland und schloss sich dem Drittligisten SG Sonnenhof Großaspach an. Nachdem der Verein 2020 in die Viertklassigkeit abgestiegen war, wechselte er zum 1. FC Magdeburg.
Im Sommer 2023 wechselte er zum Drittligisten 1. FC Saarbrücken.

## Soziales Engagement
Brünker ist Botschafter des Vereins Wir helfen Kindern e. V., der sich für sozial benachteiligte Kinder einsetzt.

## Familie
Sein Vater Dirk Brünker (1961–2022) spielte in den 1980er-Jahren als Mittelstürmer in der Fußball-Oberliga Baden-Württemberg beim Offenburger FV und beim FC 08 Villingen. 1988 wurde er in den Kader des in der 2. Fußball-Bundesliga spielenden SC Freiburg berufen, erlitt aber nach kurzer Zeit im Training einen komplizierten Daumenbruch, so dass er keinen Einsatz als Profispieler hatte.